# Federación Europea de Halterofilia
La Federación Europea de Halterofilia (en inglés: European Weightlifting Federation, EWF) es la organización que se dedica a regular las normas del deporte de halterofilia a nivel competitivo en Europa, así como de celebrar periódicamente competiciones y eventos. Es una de las cinco organizaciones continentales que conforman la Federación Internacional de Halterofilia.

## Historia
La EWF fue fundada el 20 de septiembre de 1969 en Varsovia (Polonia) por 19 países. Actualmente tiene su sede en la Ciudad de San Marino (San Marino).

## Eventos
Las principales competiciones que organiza la EWF son:
- Campeonato Europeo de Halterofilia
- Campeonato Europeo de Halterofilia Juvenil

## Organización
La estructura jerárquica de la federación está conformada por el presidente, el secretario general y los vicepresidentes, el cuerpo ejecutivo y tres comités (el comité técnico, el comité médico y el comité de auditoría).
El presidente en funciones (2009) es Antonio Urso de Italia, y el secretario general, Marino Ercolani Casadei de San Marino.

### Presidentes
| N.º | Periodo   | Nombre               | País        |
| --- | --------- | -------------------- | ----------- |
| 1   | 1969-1983 | Janusz Przedpełski   | Polonia     |
| 2   | 1983-1987 | André Coret          | Francia     |
| 3   | 1987-1999 | Wally Holland        | Reino Unido |
| 4   | 1999-2008 | Waldemar Baszanowski | Polonia     |
| 5   | 2008-     | Antonio Urso         | Italia      |

### Federaciones nacionales
En 2016 la EWF cuenta con la afiliación de 49 federaciones nacionales.
| N.º | País                 | Federación                                           | Página web |
| --- | -------------------- | ---------------------------------------------------- | ---------- |
| 1   | Albania              | Federación Albanesa de Halterofilia                  |            |
| 2   | Alemania             | Bundesverband Deutscher Gewichtheber                 |            |
| 3   | Armenia              | Federación Armenia de Halterofilia                   |            |
| 4   | Austria              | Österreichischer Gewichtheberband                    |            |
| 5   | Azerbaiyán           | Federación Azerbaiyana de Halterofilia               |            |
| 6   | Bélgica              | Real Federación Belga de Halterofilia                |            |
| 7   | Bielorrusia          | Unión Bielorrusa de Halterofilia                     |            |
| 8   | Bosnia y Herzegovina | Federación de Halterofilia de Bosnia y Herzegovina   |            |
| 9   | Bulgaria             | Federación Búlgara de Halterofilia                   |            |
| 10  | Chipre               | Federación Chipriota de Halterofilia                 |            |
| 11  | Croacia              | Hrvatski dizački savez                               |            |
| 12  | Dinamarca            | Dansk Vægtløftningforbund                            |            |
| 13  | Escocia              | Weightlifting Scotland                               |            |
| 14  | Eslovaquia           | Slovenský zväz vzpierania                            |            |
| 15  | Eslovenia            | Federación Eslovena de Halterofilia                  |            |
| 16  | España               | Federación Española de Halterofilia                  |            |
| 17  | Estonia              | Eesti Tõstespordi Liit                               |            |
| 18  | Finlandia            | Suomen Painonnonstoliitto                            |            |
| 19  | Francia              | Fédération Française d'Haltérophilie                 |            |
| 20  | Gales                | Federación de Halterofilia de Gales                  |            |
| 21  | Georgia              | Federación de Halterofilia de Georgiana              |            |
| 22  | Inglaterra           | British Weightlifting                                |            |
| 23  | Grecia               | Federación Helénica de Halterofilia                  |            |
| 24  | Hungría              | Magyar Súlyemelő Szövetség                           |            |
| 25  | Irlanda              | Irish Amateur Weightlifting Association              |            |
| 26  | Irlanda del Norte    | Northern Ireland Weight Lifters Association          |            |
| 27  | Islandia             | Federación Islandesa de Halterofilia                 |            |
| 28  | Israel               | Federación de Halterofilia de Israel                 |            |
| 29  | Italia               | Federazione Italiana Pesistica e Cultura Física      |            |
| 30  | Letonia              | Latvijas Svarcelšanas klubu apvienība                |            |
| 31  | Lituania             | Lietuvos sunkiosios atletikos federacija             |            |
| 32  | Luxemburgo           | Fédération Luxembourgeoise d'Haltérophilie           |            |
| 33  | Malta                | Asociación Maltesa de Halterofilia                   |            |
| 34  | Moldavia             | Federación Moldava de Halterofilia                   |            |
| 35  | Mónaco               | Fédération Monégasque d'Haltérophilie et Musculation |            |
| 36  | Noruega              | Norges Vektløfterforbund                             |            |
| 37  | Países Bajos         | Nederlandse Olympische Gewichthefbond                |            |
| 38  | Polonia              | Polski Związek Podnoszenia Ciężarów                  |            |
| 39  | Portugal             | Federação Portuguesa de Halterofilismo               |            |
| 40  | República Checa      | Český svaz vzpírání                                  |            |
| 41  | Rumania              | Federaţia Română de Haltere                          |            |
| 42  | Rusia                | Federación Rusa de Halterofilia                      |            |
| 43  | San Marino           | Federazione Sammarinese Pesi, Judo e Lotta           |            |
| 44  | Serbia               | Federación Serbia de Halterofilia                    |            |
| 45  | Suecia               | Svenska Tyngdlyftningsförbundet                      |            |
| 46  | Suiza                | Federación Suiza de Halterofilia                     |            |
| 47  | Turquía              | Türkiye Halter Federasyonu                           |            |
| 48  | Ucrania              | Federación Ucraniana de Halterofilia                 |            |